# SummerSlam (2010)
SummerSlam (2010) — щорічне pay-per-view шоу «SummerSlam», що проводиться федерацією реслінгу WWE. Шоу відбулося 15 серпня 2010 року в Стейплс-центр у Лос-Анджелесі, Каліфорнія (США). Це було 23 шоу в історії «SummerSlam». Шість матчів відбулися під час шоу та ще один перед показом.